# Province de Manica
Pour les articles homonymes, voir Manica.
La province de Manica (en portugais : província de Manica) est l'une des dix provinces du Mozambique. C'est une région de plateaux, dont la capitale est la ville de Chimoio, située à 766 km (1 100 km par la route) au nord de Maputo.

## Géographie

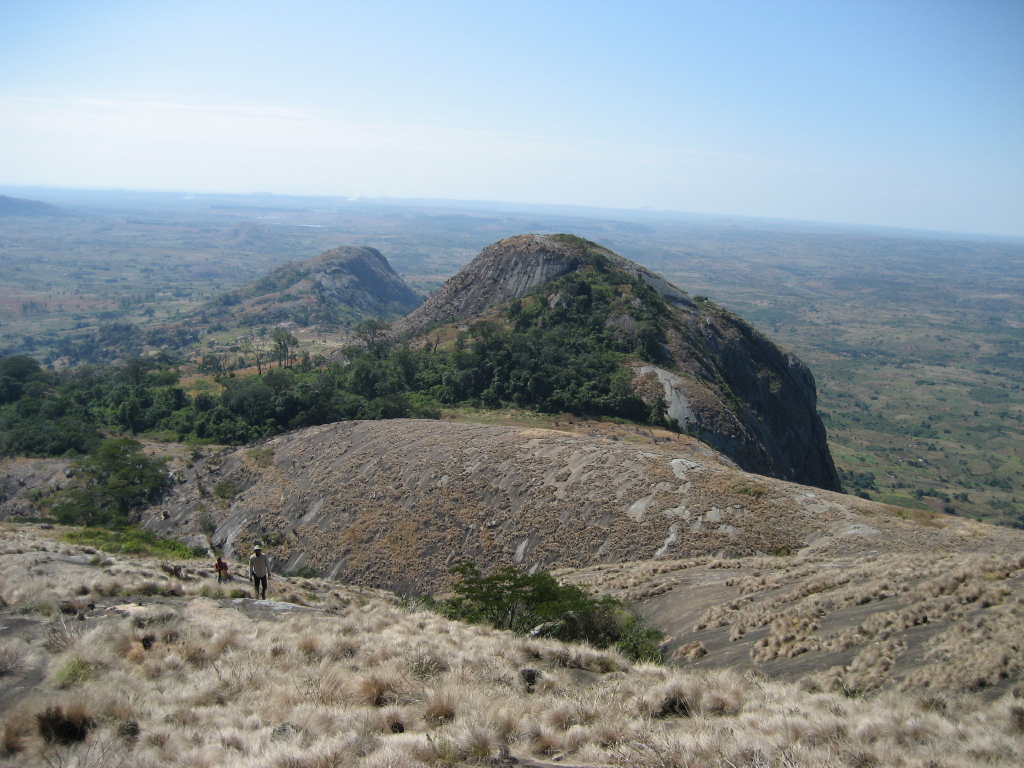
Les plateaux vus depuis le mont Zembe.

La province couvre une superficie de 61 661 km2. Elle est bordée au nord et à l'est par la province de Sofala, au sud par les provinces d'Inhambane et de Gaza, et à l'ouest par le Zimbabwe. 

## Population
La population de la province s'élevait à 1 418 927 habitants selon le recensement de 2007, contre 975 000 en 1997, soit un accroissement de 45,5 pour cent en dix ans.

## Subdivisions
La province de Manica est subdivisée en 9 districts :
- District de Bárue
- District de Gondola
- District de Guro
- District de Machaze
- District de Macossa
- District de Manica
- District de Mossurize
- District de Sussundenga
- District de Tambara

et trois municipios :
- Catandica
- Chimoio
- Manica